# Sainte-Brigitte
 Sainte-Brigitte  (en bretón ) es una población y comuna francesa, situada en la región de Bretaña, departamento de Morbihan, en el distrito de Pontivy y cantón de Cléguérec.

## Demografía
| 320 | 237 | 195 | 186 | 141 | 166 |
| Para los censos de 1962 a 1999 la población legal corresponde a la población sin duplicidades (Fuente: INSEE [Consultar]) |     |     |     |     |     |